# 6691 Trussoni
6691 Trussoni este un asteroid din centura principală, descoperit pe 26 februarie 1984, de Henri Debehogne.